# 999 (밴드)
999는 잉글랜드의 록 밴드이다.